# 11 (číslo)
Jedenáct je přirozené číslo, které následuje po čísle deset a předchází číslu dvanáct. Římskými číslicemi se zapisuje XI a jedná se o nejmenší dvouciferné prvočíslo, zároveň (v desítkové soustavě) nejkratší jedničkové číslo i jedničkové prvočíslo. Jedenáctým měsícem kalendářního roku je listopad.

## Věda
- Atomové číslo sodíku je 11

Srdcová jedenáctka

- Do 11. skupiny periodické tabulky patří měď (Cu), stříbro (Ag), zlato (Au) a roentgenium (Rg)
- Mise Apollo 11 jako první dosáhla povrchu Měsíce s lidskou posádkou

### Matematika
- Mnohoúhelník o 11 stěnách se označuje jako jedenáctiúhelník
- Součet dvou čísel se sudým počtem číslic, která jsou navzájem palindromy, je dělitelný jedenácti. Příklad: Rozdíl: 82 + 28 = 110 Dělitelnost: 110 / 11 = 10 Další příklad: Rozdíl: 654 321 + 123 456 = 777 777, Dělitelnost: 777 777 / 11 = 70 707

| Násobení                   | 1  | 2  | 3  | 4  | 5  | 6  | 7  | 8  | 9  | 10  | 11  | 12  | 13  | 14  | 15  | 16  | 17  | 18  | 19  | 20  | 21  | 22  |  | 25  | 50  | 100  | 1000  |
| -------------------------- | -- | -- | -- | -- | -- | -- | -- | -- | -- | --- | --- | --- | --- | --- | --- | --- | --- | --- | --- | --- | --- | --- |  | --- | --- | ---- | ----- |
| {\displaystyle 11\times x} | 11 | 22 | 33 | 44 | 55 | 66 | 77 | 88 | 99 | 110 | 121 | 132 | 143 | 154 | 165 | 176 | 187 | 198 | 209 | 220 | 231 | 242 |  | 275 | 550 | 1100 | 11000 |

## Náboženství
- V pořadí 11. tibetským dalajlámou byl Khädub Gjamccho

## Doprava
- Jedna z linek pařížského metra je linka číslo 11
- Brněnská tramvajová linka číslo 11. (Lesná, Čertova rokle - Bystrc, Rakovecká)
- Let 11 (American Airlines 11) byl jeden z vnitrostátních amerických letů, který byl použit při teroristických útocích z 11. září 2001

## Kultura
- Filmy Ben Hur (1959), Titanic (1997) a Pán prstenů: Návrat krále (2003) získaly každý 11 cen Akademie (Oscarů)
- Klapzubova jedenáctka je kniha Eduarda Basse
- Jedenácté přikázání je český film z roku 1935
- Jedenáct minut je román brazilského spisovatele Paula Coelha z roku 2003

## Ostatní
- Ve fotbalu a kriketu proti sobě hrají dva týmy po 11 hráčích
- První světová válka skončila uzavřením příměří, které vešlo v platnost v 11.00 (pařížského času) dne 11. listopadu 1918 (11. 11. 1918)
- Během noci 11 bodů v Negevu bylo v roce 1946 v britské mandátní Palestině přes noc založeno 11 židovských osad k vytvoření židovského nároku na Negevskou poušť

## Roky
- 11
- 11 př. n. l.